# My Love from the Star
My Love from the Star er en sydkoreansk tv-drama/serie på 21 episoder. Hovedrollerne spilles af henholdsvis Jun Ji-hyun (Cheon Song-yi) og  Kim Soo-hyun (Do Min-joon).